# José Zorrilla

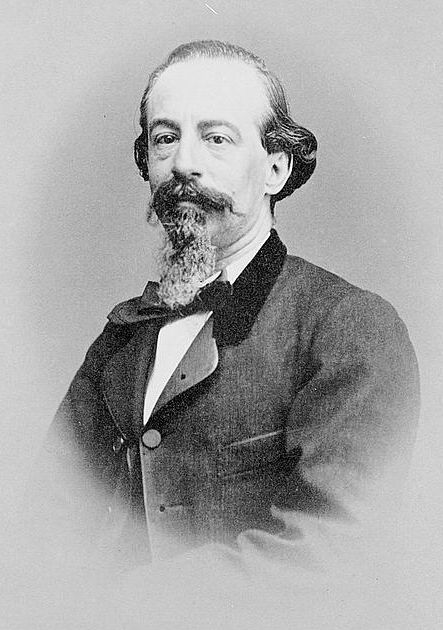
José Zorrilla

José Zorrilla (Valladolid, 21 februari 1817 - 23 januari 1893) was een Spaans toneelschrijver en dichter.

## Leven
José Zorrilla y Moral werd in Valladolid geboren. Zijn vader was een carlist. Hij woonde met zijn ouders enkele jaren in Burgos en in Sevilla. Uiteindelijk vestigden zij zich in Madrid. De vader werkte er voor de politie. José ging naar het Seminario de Nobles, een school van de Jezuïten.
Na de dood van Koning Ferdinand in 1833 werd de vader naar Burgos verbannen en de zoon naar Toledo gestuurd om er aan de universiteit recht te studeren. Een aan hem verwante plaatselijke geestelijke nam de zorg voor de 16-jarige José op zich. Maar hij gaf deze studie al snel op. Hij vertrok naar Madrid na een affaire met een nichtje. Zijn strenge vader kon hem niet tegenhouden. In Madrid leefde hij als bohemien. Hij hield zijn hoofd ternauwernood boven water. Hij maakte naam als dichter door de gedichten die hij voordroeg aan het graf van Larras. Met zijn eerste gedichtenbundel, gepubliceerd in 1837 had hij meteen succes. De gedichten zijn sterk beïnvloed door Lamartine en Victor Hugo.
Op 22-jarige leeftijd trouwde hij met de 38-jarige Ierse weduwe, Florentina O'Reilly, die een zoon meebracht in het huwelijk. Samen kregen ze ook een kind, maar deze is jong gestorven. Zowel in 1845 als in 1851 vluchtte Zorrilla naar Frankrijk vanwege ruzie. In Frankrijk ontmoette hij Alexandre Dumas, Théophile Gautier, Alfred de Musset und George Sand en Victor Hugo. In 1853 leefde hij een jaar lang Londen. Van 1854 tot 1866 woonde hij in Mexico, met een korte Cubaanse onderbreking in 1858. Keizer Maximiliaan, stelde hem in Mexico aan als directeur van een theater.
Na het overlijden van zijn vrouw keerde Zorrilla in 1866 terug naar Spanje. Drie jaar later (1869) hertrouwde hij met Juana Pacheco. Hij had voortdurend geldzorgen. Om die reden begaf hij zich naar Rome, waar hij 5 jaar bleef (1871 - 1876). In 1885 werd hem het lidmaatschap gegund van de Real Academia Española. In 1889 werd hij als dichter in Granada officieel geëerd. Zijn onhandigheid in geldzaken bracht hem echter weer in grote armoede. Emilio Castelar wist te bereiken dat hij uiteindelijk een klein staatspensioen kreeg.
José Zorrilla stierf op 23 januari 1893 in Madrid na een hersenoperatie.

## Werk
José Zorrilla is tegenwoordig bijna uitsluitend als toneelschrijver bekend. Hij schreef vanaf 1839 meer dan 20 toneelstukken. De belangrijkste ervan vond hij zelf Traidor, inconfeso y mártir (1845), het bekendst werd echter zijn Don Juan-drama Don Juan Tenorio, dat ook nu nog op Allerzielen in Spanje ten tonele wordt gebracht.

### Toneelstukken
- Juan Dándolo (1839, samen met Antonio García Gutiérrez)
- El zapatero y el Rey (1839)
- Cada cual con su razón (1839)
- Lealtad de una mujer y aventuras de una noche (1840)
- Más vale llegar a tiempo (1840)
- Vivir loco y morir más (1840)
- Cada cual cogn su razón (1840)
- Apoteosis de Don Pedro Calderón de la Barca (1842)
- El eco del torrente (1842)
- Los dos virreyes (1842)
- Un año y un día (1842)
- Sancho García (1842)
- El puñal del godo (1843)
- Sofronía (1843)
- La mejor razón, la espada (1843)
- El molino de Guadalajara (1843)
- El caballo del rey Don Sancho (1843)
- La oliva y el laurel (1843)
- Don Juan Tenorio (1844)
- La copa de marfil (1844)
- El alcalde Ronquillo (1845)
- El rey loco (1847)
- La reina y los favoritos (1847)
- El excomulgado (1848)
- La creación y el diluvio (1848)
- Traidor, inconfeso y mártir (1849)
- Amor y arte (1862) Zarzuela
- Pilatos (1877)

### Berijmde vertellingen
- Leyendas
- A buen juez mejor testigo
- Para verdades el tiempo y para justicias Dios
- El capitán Montoya
- Margarita la tornera
- La pasionaria
- La azucena silvestre

### Gedichten
- Cantos del trovador 1840

### Autobiografie
- Recuerdos del tiempo viejo 1880-83

### Moderne edities
- Don Juan Tenorio. Prólogo Francisco Nieva. Edición Juan Francisco Peña. 27. ed. Madrid: Espasa Calpe, 1991. (Colección Austral; 51) ISBN 84-239-9864-9
- Zorrilla, José, and Ranjit Bolt: The Real Don Juan. Bath, England: Absolute Press, 1990. ISBN 0-948230-36-3
- Zorrilla, José, and Jean Louis Picoche. El zapatero y el Rey primera y segunda partes. Madrid: Editorial Castalia, 1980. (Clásicos Castalia, 85). ISBN 84-7039-310-3
- Zorrilla, José, Silvia Salgado, and Pablo Mora: Memorias del tiempo mexicano. Memorias mexicanas. México, D.F.: CONACULTA, 1998. ISBN 970-18-1818-0
- Traidor, inconfeso y mártir; edición [de] Roberto Calvo Sanz. [Madrid]: Espasa-Calpe, 1990. (Colección Austral, A160). ISBN 84-239-1960-9
- Zorrilla, José, and Gregorio Torres Nebrera: Antología poética. [Esplugues de Llobregat, Barcelona]: Plaza & Janés, 1984. (Clásicos Plaza & Janés, 15). ISBN 84-01-90534-6
- Zorrilla, José, and Santiago de los Mozos: Flor de verso y prosa. Valladolid: Ambito, 1993. ISBN 84-86770-71-8
- Zorrilla, José: Vivir loco y morir más. Barcelona: Linkgua Ediciones S.L., 2005. ISBN 978-84-9816-287-5

## Weblinks
- Biblioteca Virtual Miguel de Cervantes (in het spaans) Het werk in het origineel.

- Biblioteca Nacional de España: XX932120
- Bibliothèque nationale de France: cb11887922t (data)
- Catàleg d'autoritats de noms i títols de Catalunya: 981058519935206706
- CiNii: DA01147569
- Gemeinsame Normdatei: 118808567
- International Standard Name Identifier: 0000 0001 2126 5698
- Library of Congress Control Number: n50016892
- Bibliotheek van het Japanse parlement: 00461913
- Nationale Bibliotheek van Tsjechië: jn19990009452
- Nationale bibliotheek van Australië: 35883164
- Nationale Bibliotheek van Israël: 987007463454305171
- Nationale Bibliotheek van Polen: a0000002073480
- Nederlandse Thesaurus van Auteursnamen: 07022420X
- Istituto Centrale per il Catalogo Unico: SBLV070639
- LIBRIS: 103902
- SNAC: w6669q9w
- Système universitaire de documentation: 035090731
- Trove: 1129919
- Virtual International Authority File: 31991713
- WorldCat: E39PBJvMB8Y3fHXXkmkdPF7bVC